# Darren Anderson (cầu thủ bóng đá)
Darren Anderson (sinh ngày 6 tháng 9 năm 1966) là một cựu cầu thủ bóng đá người Anh thi đấu ở vị trí trung vệ tại Football League. Ông đại diện Anh ở cấp độ trẻ.
Sau một mùa giải ở Giải vô địch khi Anderson thi đấu cho Charlton Athletic, Crewe Alexandra và Aldershot, ông gia nhập đội bóng ở Conference Slough Town, có 137 lần ra sân và ghi 16 bàn. Ông rời để đến Sutton United vào tháng 9 năm 1993..